# Race de chiens
 (février 2025).

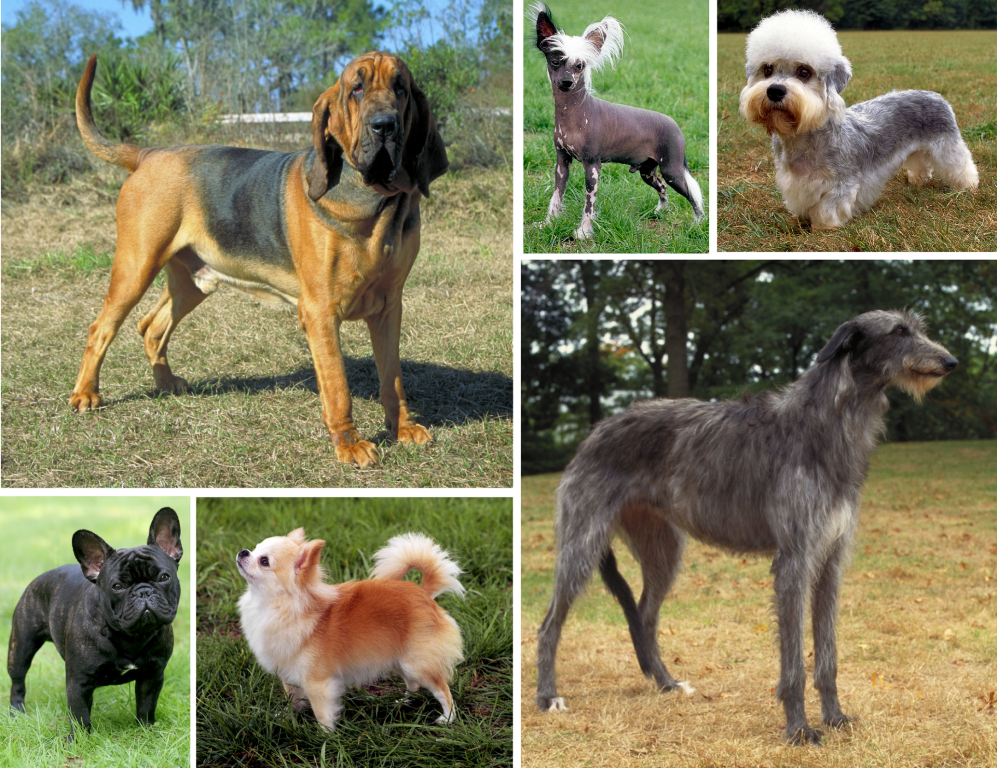
Montage montrant différentes races de chiens.

Une race de chiens est un ensemble de chiens délibérément sélectionnés pour correspondre au standard de race édicté par un club de race canine et qui sont inscrits au registre généalogique de cette race. Ce principe de sélection a vu le jour en Angleterre, en 1873, avec la création du Kennel Club. Si de nos jours la sélection se fait principalement sur des critères esthétiques, il s'agissait à l'origine de standardiser des lignées sélectionnées localement par des humains pour effectuer des tâches spécifiques, telles que les aider pour l'élevage, la chasse et la protection (garde).
Il existe environ 450 races de chiens mondialement reconnues. Ces races possèdent des traits distincts liés à la morphologie, notamment la taille du corps, la forme du crâne, le phénotype de la queue, le type de fourrure, la forme du corps et la couleur du pelage. Leurs traits de comportement comprennent des prédispositions à la garde, l'élevage et la chasse. La plupart des races sont issues des deux cents dernières années. En conséquence, les chiens permettent aujourd'hui à l'espèce Canis lupus, d'être l'espèce de carnivore la plus abondante et dispersés dans le monde.
Une race de chien produira systématiquement les traits physiques, le mouvement et le tempérament qui ont été développés au cours de décennies d'élevage sélectif. Pour chaque race qu'ils reconnaissent, les clubs de race canine et registres de race maintiennent et publient généralement un standard de race qui est une description écrite du spécimen idéal de la race.
Avant l'établissement des standards de races de chiens à la fin du XVIIIe siècle, il existait différents types de chiens définis par leur fonction et leur origine géographique mais les variations physiques étaient importantes et les croisement fréquents. De nombreux termes différents ont été utilisés pour décrire les chiens, tels que la race, l'origine, le type, le genre et la variété. À la fin de l'époque victorienne, la société change, tout comme le rôle des chiens. L'apparence physique a reçu un rôle plus important que la fonction. Différents types ou races de chiens ont alors été développés par des éleveurs qui souhaitaient définir des caractéristiques spécifiques et des caractéristiques souhaitables chez leurs chiens. Poussé par les expositions canines et les groupes qui les accueillaient, le terme race de chien pris alors son sens actuel. Les compétitions d'expositions canines comprennent les meilleurs représentants de la race. L'établissement des normes définissant la race repose sur  des caractéristiques clés, y compris la forme, la fonction et l'aptitude à l'emploi.
The Kennel Club au Royaume-Uni a été fondé en 1873 et a été le premier club national de race canine et registre de races au monde. La Fédération cynologique internationale (FCI) a été fondée en 1911 en tant qu'organisation mondiale. Son objectif est d'apporter une uniformité globale à l'élevage, à l'exposition et au jugement des chiens de race pure. Elle compte aujourd'hui 99 pays membres.